# Província de Varna
Varna és una província del nord-est de Bulgària, fronterera amb el mar Negre. Té una població aproximada de 490,000 habitants, dels quals el 70% viu al centre administratiu de  Varna. La província té una extensió de 3,820 km².

## Història
Cap al 580 aC s'hi establí la colònia grega d'Odessos. Més tard, sota els romans, eslaus i búlgars, Varna fou el port comercial més important de Constantinoble, Venècia i Ragusa
El 1393 fou capturada pels turcs, que en van fer un important centre militar. Actualment és el principal port comercial de Bulgària.